# Forces de Defensa Kuki
Les Forces de Defensa Kuki foren una organització militar dels kuki de Manipur creada a finals dels anys vuitanta per lluitar contra els naga. Vers el 1999 foren absorbits per l'Exèrcit Nacional Kuki. El seu president era R. Zouramthang.